# Noëlle Cordier
Noëlle Cordier (* 7. April 1944 in Paris) ist eine französische Sängerin.

## Leben und Wirken
Cordier vertrat Frankreich beim 12. Grand Prix de la Chanson 1967 mit dem Chanson Il doit faire beau là-bas und erreichte den dritten Platz. 1970 versuchte sie abermals am Grand Prix teilzunehmen, konnte sich aber in der Vorentscheidung nicht durchsetzen.
Nach einigen Single-Veröffentlichungen war sie in der Rock-Oper La Révolution Française, die 1973 in Paris aufgeführt wurde, als Isabelle de Montmorency zu sehen.
Ein sehr großer Erfolg war der gemeinsam mit Alain Barrière (1935–2019) interpretierte Schlager Tu t’en vas, der 1975 ein europaweiter Hit wurde und von dem es die deutschsprachige Coverversion Du gehst fort gibt.